# Interleukin 29

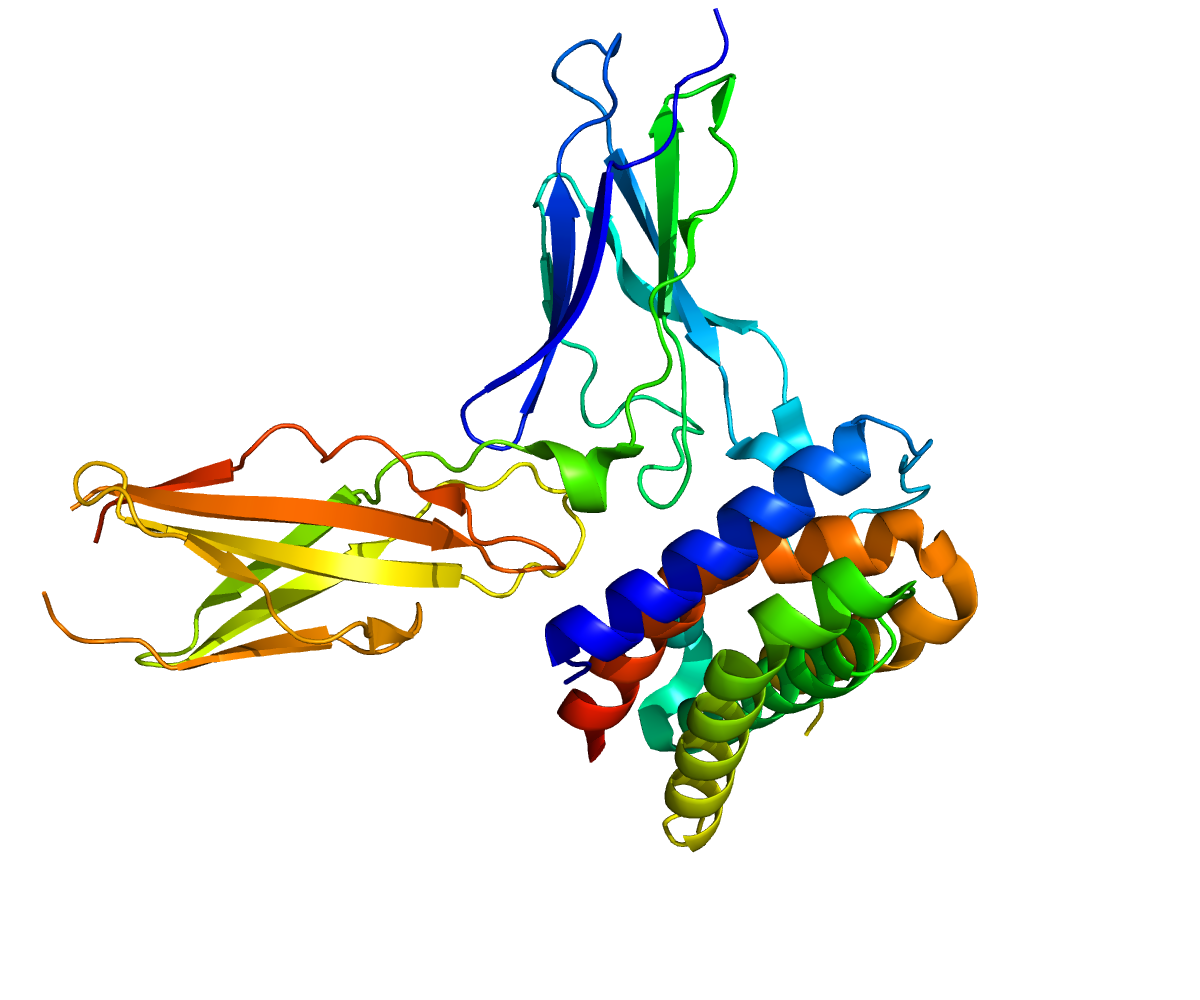
molekulová struktura

Interleukin-29 (IL-29, INFλ1) je cytokin a jeden z interferonů III. typu (INF-λ). IL-29 tvoří část imunitní reakce proti patogenům, zejména proti virům, a to mechanismy podobnými interferonům I. typu (např. INF-α, INF-β). Na rozdíl od nich ale cílí na jiné spektrum buněk – především na buňky epitelu a hepatocyty.
IL-29 je kódován genem INFL1 umístěným u lidí na chromozomu 19. U myší je INFL1 pseudogen, což znamená, že IL-29 u myší není produkován.

## Struktura
IL-29 je, stejně jako ostatní INF-λ, strukturně příbuzný k cytokinové rodině interleukinu 10, ale primární strukturou (aminokyselinovou sekvencí) je více podobný interferonům I. typu. Váže se na heterodimerní receptor složený z podjednotky INFL1R specifické pro INF-λ, a druhé podjednotky IL10RB, která je společná pro cytokiny rodiny IL-10.

## Funkce

### Vliv na imunitní reakci vůči patogenům
IL-29 po navázání na svůj receptor aktivuje podobné JAK-STAT signalizační dráhy jako INF I. typu, které vedou k aktivaci exprese interferony-stimulovaných genů (ISGs) a produkci proteinů s antivirovým účinkem. Dojde i k dalším změnám, které pomohou v boji proti virům např. zvýší se množství MHC molekul I. třídy na povrchu nebo množství kostimulačních molekul a chemokinových receptorů v případě pDC buněk.
Exprese IL-29 převažuje u epitelových buněk napadených viry jako jsou buňky dýchacího, gastrointestinálního nebo urogenitálního traktu, ostatní slizniční tkáně a také kůže. Ukázalo se, že hepatocyty infikované virem hepatitidy B nebo hepatitidy C, produkují mnohem více IL-29 a ostatních INF-λ než interferonů I. typu. IL-29 je také produkovaný maturovanými makrofágy, dendritickými buňkami nebo mastocyty.
IL-29 figuruje také při obraně proti jiným patogenům, než jsou viry. Ovlivňuje funkci vrozeného i adaptivního imunitního systému. Mimo výše zmíněné antivirové účinky také moduluje produkci cytokinů jinými buňkami např. zvyšuje produkci IL-6, IL-8 a IL-10 u monocytů a makrofágů, dále zvyšuje citlivost makrofágů na INF-γ prostřednictvím zvýšení exprese receptoru INFGR1 pro tento cytokin, stimuluje T lymfocyty k polarizace na Th1 fenotyp a také byl prokázán určitý vliv IL-29 na funkci B lymfocytů.

### Protinádorová imunita
Vliv IL-29 na nádorové buňky není jednoznačný, protože záleží, o jaký typ rakoviny se jedná. Působí protektivně na velké množství nádorů včetně karcinomu kůže, plic, tlustého střeva nebo jater, ale zároveň vykazuje pronádorové účinky v případě mnohočetného myelomu. INF-λ jsou zvažovány k využití v protinádorové terapii, protože mohou účinkovat jen na omezené typy buněk, které pro ně mají receptory, a díky tomu mít méně nežádoucích účinků než používané INF I. typu.  

### Autoimunitní onemocnění
Abnormální exprese IL-29 u některých autoimunitních onemocnění má zřejmě za důsledek zvýšení produkce zánětlivých cytokinů, chemokinů a dalších látek spojovaných s autoimunitami, a tím přispívá k patogenezi dané nemoci. Zvýšené množství IL-29 v krvi nebo i v některých tkáních bylo zjištěno u pacientů mající revmatoidní artritidu, osteoartritidu, systémový lupus erythematodes, Sjögrenův syndrom, psoriázu, atopickou dermatitidu, Hashimotova tyroiditida, sklerodermii a uveitidu (zánět oka).